# 미얀마의 총리
미얀마의 총리(버마어:  
မြန်မာနိုင်ငံတော် ဝန်ကြီးချုပ်)는 미얀마 연방의 수상이다. 1947년 제정된 초대 헌법에서는 총리는 대통령의 보조 기관인 연방 정부(내각의 명칭)의 일원으로, 지역 대표원(하원)의 지명에 기초를 두고 대통령이 임명하고 있었고 내각 각료인 국무 대신을 지명하는 권한을 가지고 있었다. 또 1974년 제정된 제2대 헌법에서는, 대신 17명으로 구성되는 각료 조직(내각)의 사이에서 선출되어 국가 평의회의 구성원의 한 사람으로 있었다. 1988년부터 2010년까지 군사 정권의 최고 결정 기관인 국가평화발전평의회(SPDC)의 의장에 의해서 임명했었다. 하지만 새 헌법 제정으로 2010년 11월 7일 미얀마 군사 정권은 총선을 통해 민간에 정권을 이양하면서 2011년부터 2021년까지 총리직이 폐지됐다. 그러나 2021년 8월 2일부터 민 아웅 흘라잉 군총사령관이 총리직을 부활시켰다.

## 역대 총리 목록(1948~2011,2021~현재)
1948년의 독립 이래의 버마 및 미얀마의 수상은 다음과 같다.
| #                                             | 이름           | 사진            | 출생일-사망일 | 취임일           | 퇴임일                          | 정당                            |
| --------------------------------------------- | -------------- | --------------- | ------------- | ---------------- | ------------------------------- | ------------------------------- |
| 버마 연방(1948-1974)                          |                |                 |               |                  |                                 |                                 |
| 1                                             | 우 누 (1기)    |                 | 1907년-1995년 | 1948년 1월 4일   | 1956년 6월 12일                 | 반파시스트 인민자유동맹(AFPFL)  |
| 2                                             | 바 스웨        |                 | 1915년-1987년 | 1956년 6월 12일  | 1957년 3월 1일                  | 반파시스트 인민자유동맹(AFPFL)  |
| (1)                                           | 우 누 (2기)    |                 | 1907년-1995년 | 1957년 3월 1일   | 1958년 10월 29일                | 반파시스트 인민자유동맹(AFPFL)  |
| 3                                             | 네 윈 (1기)    |                 | 1911년-2002년 | 1958년 10월 29일 | 1960년 4월 4일                  | 군인                            |
| (1)                                           | 우 누 (3기)    |                 | 1907년-1995년 | 1960년 4월 4일   | 1962년 3월 2일                  | 반파시스트 인민자유동맹(AFPFL)  |
| (3)                                           | 네 윈 (2기)    |                 | 1911년-2002년 | 1962년 3월 2일   | 1962년 7월 4일                  | 군인                            |
| (3)                                           | 네 윈 (2기)    | 1962년 7월 4일  | 1911년-2002년 | 1974년 3월 4일   | 군인 / 버마사회주의계화당(BSPP) |                                 |
| 버마 연방 사회주의 공화국(1974-1988)          |                |                 |               |                  |                                 |                                 |
| 4                                             | 세인 윈        |                 | 1919년-1993년 | 1974년 3월 4일   | 1977년 3월 29일                 | 군인 / 버마사회주의계화당(BSPP) |
| 5                                             | 마웅 마웅 카   |                 | 1920년-1995년 | 1977년 3월 29일  | 1988년 7월 26일                 | 군인 / 버마사회주의계화당(BSPP) |
| 6                                             | 툰틴           |                 | 1920년-2020년 | 1988년 7월 26일  | 1988년 9월 18일                 | 군인 / 버마사회주의계화당(BSPP) |
| 7                                             | 소 마웅        |                 | 1928년-1997년 | 1988년 9월 21일  | 1988년 9월 23일                 | 군인                            |
| 버마 연방/미얀마 연방(1988-2011)              |                |                 |               |                  |                                 |                                 |
| 7                                             | 소 마웅        |                 | 1928년-1997년 | 1988년 9월 23일  | 1992년 4월 23일                 | 군인                            |
| 8                                             | 딴 쉐          |                 | 1933년-       | 1992년 4월 23일  | 2003년 8월 25일                 | 군인                            |
| 9                                             | 킨 뉸          |                 | 1939년-       | 2003년 8월 25일  | 2004년 10월 18일                | 군인                            |
| 10                                            | 소 윈          |                 | 1949년-2007년 | 2004년 10월 19일 | 2007년 10월 12일 (임기중 사망)  | 군인                            |
| 11                                            | 테인 세인      |                 | 1945년-       | 2007년 10월 12일 | 2010년 4월 29일                 | 군인                            |
| (11)                                          | 테인 세인      | 2010년 4월 29일 | 1945년-       | 2010년 6월 2일   | 무소속                          |                                 |
| 미얀마 연방 공화국(2010- )                    |                |                 |               |                  |                                 |                                 |
| 11                                            | 테인 세인      |                 | 1945년-       | 2010년 6월 2일   | 2011년 3월 30일                 | 통합단결발전당                  |
| 총리직 폐지(2011년 3월 30일 ~ 2021년 8월 2일) |                |                 |               |                  |                                 |                                 |
| 12                                            | 민 아웅 흘라잉 |                 | 1956년-       | 2021년 8월 2일   | 현재                            | 군인                            |

## 같이 보기
- 미얀마의 대통령